# Miss Universe 2019
Miss Universe 2019 – 68. wybory Miss Universe. Gala finałowa odbyła się 8 grudnia 2019 w Tyler Perry Studios w Atlancie, Stany Zjednoczone.
Miss Universe została reprezentantka Południowej Afryki Zozibini Tunzi. Po raz pierwszy w historii Miss Universe została uhonorowana koroną Power of Unity stworzoną przez firmę jubilerską Mouawad.

## Rezultaty
| Tytuł              | Laureatka |
| ------------------ | --- |
| Miss Universe 2019 | Południowa Afryka – Zozibini Tunzi |
| I Wicemiss         | Portoryko – Madison Anderson |
| II Wicemiss        | Meksyk – Sofía Aragón |
| Top 5              | Kolumbia – Gabriela Tafur · Tajlandia – Paweensuda Drouin |
| Top 10             | Francja – Maëva Coucke · Indonezja – Frederika Alexis Cull · Islandia – Birta Abiba Þórhallsdóttir · Peru – Kelin Rivera · Stany Zjednoczone – Cheslie Kryst · |
| Top 20             | Albania – Cindy Marina · Brazylia – Júlia Horta · Chorwacja – Mia Rkman · Dominikana – Clauvid Dály · Filipiny – Gazini Ganados · Indie – Vartika Singh · Nigeria – Olutosin Araromi · Portugalia – Sylvie Silva · Wenezuela – Thalía Olvino · Wietnam – Hoàng Thùy |

## Nagrody specjalne
| Tytuł                      | Laureatka                 |
| -------------------------- | ------------------------- |
| Miss Koleżeńskości         | Polska – Olga Buława      |
| Najlepszy kostium narodowy | Filipiny – Gazini Ganados |

## Lista kandydatek
| Państwo                              | Kandydatka                 | Wiek | Wzrost | Miasto rodzinne       |
| ------------------------------------ | -------------------------- | ---- | ------ | --------------------- |
| Albania                              | Cindy Marina               | 21   | 178 cm | Szkodra               |
| Angola                               | Salett Miguel              | 20   | 180 cm | Cuanza                |
| Argentyna                            | Mariana Varela             | 23   | 178 cm | Avellaneda            |
| Armenia                              | Dayana Davtyan             | 20   | 176 cm | Erywań                |
| Aruba                                | Danna García               | 20   | 183 cm | Oranjestad            |
| Australia                            | Priya Serrao               | 27   | 170 cm | Melbourne             |
| Bahamy                               | Tarea Sturrup              | 24   | 179 cm | Grand Bahama          |
| Bangladesz                           | Shirin Akter Shela         | 23   | 180 cm | Thakurgaon            |
| Barbados                             | Shanel Ifill               | 20   | 184 cm | Bridgetown            |
| Belgia                               | Angeline Flor Pua          | 24   | 168 cm | Antwerpia             |
| Belize                               | Destinee Arnold            | 26   | 170 cm | Roaring Creek         |
| Boliwia                              | Fabiana Hurtado            | 21   | 173 cm | Santa Cruz            |
| Brazylia                             | Júlia Horta                | 25   | 175 cm | Juiz de Fora          |
| Brytyjskie Wyspy Dziewicze           | Bria Smith                 | 25   | 173 cm | Tortola               |
| Bułgaria                             | Lora Asenova               | 25   | 170 cm | Bjała Słatina         |
| Chile                                | Geraldine González         | 19   | 177 cm | Conchalí              |
| Chiny                                | Rosie Zhu Xin              | 26   | 179 cm | Hebei                 |
| Chorwacja                            | Mia Rkman                  | 22   | 169 cm | Korčula               |
| Curaçao                              | Kyrsha Attaf               | 25   | 172 cm | Willemstad            |
| Czechy                               | Barbora Hodačová           | 23   | 180 cm | Teplice               |
| Dania                                | Katja Stokholm             | 23   | 170 cm | Odense                |
| Dominikana                           | Clauvid Dály               | 18   | 180 cm | Punta Cana            |
| Egipt                                | Diana Hamed                | 24   | 173 cm | Kair                  |
| Ekwador                              | Cristina Hidalgo           | 22   | 178 cm | Guayaquil             |
| Filipiny                             | Gazini Ganados             | 24   | 173 cm | Talisay               |
| Finlandia                            | Anni Harjunpää             | 23   | 179 cm | Sastamala             |
| Francja                              | Maëva Coucke               | 25   | 176 cm | Fougères              |
| Gruzja                               | Tako Adamia                | 24   | 182 cm | Tbilisi               |
| Guam                                 | Sissie Luo                 | 18   | 172 cm | Tamuning              |
| Gwinea Równikowa                     | Serafina Eyene             | 20   | 171 cm | Niefang               |
| Kolumbia                             | Gabriela Tafur             | 24   | 170 cm | Cali                  |
| Hiszpania                            | Natalie Ortega             | 19   | 178 cm | Barcelona             |
| Holandia                             | Sharon Pieksma             | 24   | 181 cm | Rotterdam             |
| Honduras                             | Rosemary Arauz             | 26   | 178 cm | San Pedro Sula        |
| Indie                                | Vartika Singh              | 26   | 171 cm | Lucknow               |
| Indonezja                            | Frederika Alexis Cull      | 20   | 169 cm | Dżakarta              |
| Irlandia                             | Fionnghuala O'Reilly       | 25   | 175 cm | Dublin                |
| Islandia                             | Birta Abiba Þórhallsdóttir | 19   | 176 cm | Mosfellsbær           |
| Izrael                               | Sella Sharlin              | 23   | 178 cm | Beit                  |
| Jamajka                              | Iana Tickle Garcia         | 19   | 178 cm | Montego Bay           |
| Japonia                              | Ako Kamo                   | 21   | 175 cm | Kobe                  |
| Kajmany                              | Kadejah Bodden             | 23   | 183 cm | Bodden Town           |
| Kambodża                             | Somnang Alyna              | 18   | 168 cm | Phnom Penh            |
| Kanada                               | Alyssa Boston              | 24   | 170 cm | Tecumseh              |
| Kazachstan                           | Alfïya Ersayın             | 18   | 174 cm | Atyrau                |
| Kenia                                | Stacy Michuki              | 18   | 175 cm | Nairobi               |
| Haiti                                | Gabriela Vallejo           | 26   | 170 cm | Pétion-Ville          |
| Korea Południowa                     | Lee Yeon-joo               | 20   | 178 cm | Incheon               |
| Kosowo                               | Fatbardha Hoxha            | 21   | 178 cm | Rečane                |
| Kostaryka                            | Paola Chacón               | 27   | 175 cm | San José              |
| Laos                                 | Vichitta Phonevilay        | 24   | 176 cm | Vientiane             |
| Litwa                                | Paulita Baltrušaitytė      | 21   | 180 cm | Wilno                 |
| Malezja                              | Shweta Sekhon              | 22   | 172 cm | Kuala Lumpur          |
| Malta                                | Teresa Ruglio              | 23   | 180 cm | Sliema                |
| Mauritius                            | Ornella LaFleche           | 21   | 165 cm | Beau Bassin-Rose Hill |
| Meksyk                               | Sofía Aragón               | 25   | 174 cm | Guadalajara           |
| Mjanma                               | Swe Zin Htet               | 20   | 178 cm | Hpa-an                |
| Mongolia                             | Gunzaya Bat-Erdene         | 24   | 174 cm | Ułan Bator            |
| Namibia                              | Nadja Breytenbach          | 24   | 175 cm | Windhoek              |
| Nepal                                | Pradeepta Adhikari         | 23   | 167 cm | Katmandu              |
| Niemcy                               | Miriam Rautert             | 23   | 165 cm | Berlin                |
| Nigeria                              | Olutosin Araromi           | 25   | 181 cm | Jalingo               |
| Nikaragua                            | Inés López                 | 19   | 176 cm | Managua               |
| Norwegia                             | Helene Abildsnes           | 20   | 172 cm | Kristiansand          |
| Nowa Zelandia                        | Diamond Langi              | 27   | 177 cm | Auckland              |
| Panama                               | Mehr Eliezer               | 22   | 172 cm | Panama                |
| Paragwaj                             | Ketlin Lottermann          | 26   | 173 cm | Santa Rita            |
| Peru                                 | Kelin Rivera               | 26   | 176 cm | Arequipa              |
| Polska                               | Olga Buława                | 28   | 175 cm | Świnoujście           |
| Południowa Afryka                    | Zozibini Tunzi             | 26   | 173 cm | Tsolo                 |
| Portoryko                            | Madison Anderson           | 24   | 178 cm | Toa Baja              |
| Portugalia                           | Sylvie Silva               | 20   | 176 cm | Guimarães             |
| Rumunia                              | Dorina Chihaia             | 26   | 175 cm | Iași                  |
| Saint Lucia                          | Bebiana Mangal             | 23   | 173 cm | Castries              |
| Salwador                             | Zuleika Soler              | 25   | 177 cm | La Unión              |
| Sierra Leone                         | Marie Esther Bangura       | 22   | 180 cm | Port Loko             |
| Singapur                             | Mohana Prabha              | 24   | 175 cm | Singapur              |
| Słowacja                             | Laura Longauerová          | 24   | 178 cm | Detva                 |
| Stany Zjednoczone                    | Cheslie Kryst              | 28   | 167 cm | Charlotte             |
| Szwecja                              | Lina Ljungberg             | 22   | 174 cm | Östergötland          |
| Tajlandia                            | Paweensuda Drouin          | 26   | 182 cm | Bangkok               |
| Tanzania                             | Shubila Stanton            | 23   | 185 cm | Morogoro              |
| Turcja                               | Bilgi Aydoğmuş             | 23   | 180 cm | Stambuł               |
| Ukraina                              | Anastasija Subbota         | 26   | 180 cm | Zaporoże              |
| Urugwaj                              | Fiona Tenuta               | 21   | 177 cm | Punta del Este        |
| Wenezuela                            | Thalía Olvino              | 20   | 178 cm | Valencia              |
| Wielka Brytania                      | Emma Jenkins               | 26   | 175 cm | Llanelli              |
| Wietnam                              | Hoàng Thùy                 | 27   | 179 cm | Thanh Hóa             |
| Włochy                               | Sofia Trimarco             | 20   | 183 cm | Buccino               |
| Wyspy Dziewicze Stanów Zjednoczonych | Andrea Piecuch             | 25   | 182 cm | Charlotte Amalie      |